# 2-チオウラシル
2-チオウラシル （英語: 2-thiouracil）は、環の2位の酸素原子が硫黄に置換されたウラシルである。
発がん性が疑われており、国際がん研究機関は誘導体とともにグループ2Bに分類している。
かつてヨーロッパにおいて、この物質がウシの尿中から検出され、家畜に対して不法に用いられているのではないかと問題になったことがあった。だが実際は、餌のアブラナ科植物がこの物質を微量に生産しており、それが尿中に移行したものであることが分かっている。

## 医療
歴史的にこの物質は、抗甲状腺薬と関連付けられてきた。Astwood E. B.は、1943年にこの物質をバセドウ病の治療に初めて用い、現在も誘導体であるプロピルチオウラシルが使われ続けている。作用は、ヨウ化物ペルオキシダーゼの活性を阻害することで、甲状腺の機能を妨げることによる。鬱血性心不全や狭心症治療薬としての効果もある。